# Natación en los Juegos Olímpicos de Londres 2012 – 200 metros estilo pecho masculino
El evento de 200 metros estilo pecho masculino de natación olímpica en los Juegos Olímpicos de Londres 2012 tuvo lugar entre el 31 de julio y el 1 de agosto en el  Centro Acuático de Londres.

## Récords
RM=Récord mundial
RO=Récord olímpico
RN=Récord nacional
Los siguientes récords se establecieron durante la competición:
| Fecha       | Evento | Nombre        | Nacionalidad  | Tiempo  | RO | RM |
| ----------- | ------ | ------------- | ------------- | ------- | -- | -- |
| 1 de agosto | Final  | Dániel Gyurta | Hungría (HUN) | 2:07.28 | RO | RM |

## Resultados

### Heats
| Rank | Heat | Línea | Nombre                  | Nacionalidad                  | Tiempo  | Notas |
| ---- | ---- | ----- | ----------------------- | ----------------------------- | ------- | ----- |
| 1    | 3    | 4     | Dániel Gyurta           | Hungría (HUN)                 | 2:08.71 | Q     |
| 2    | 3    | 6     | Michael Jamieson        | Reino Unido (GBR)             | 2:08.98 | Q, RN |
| 3    | 5    | 3     | Andrew Willis           | Reino Unido (GBR)             | 2:09.33 | Q     |
| 4    | 4    | 4     | Ryo Tateishi            | Japón (JPN)                   | 2:09.37 | Q     |
| 5    | 5    | 4     | Kosuke Kitajima         | Japón (JPN)                   | 2:09.43 | Q     |
| 6    | 4    | 3     | Clark Burckle           | Estados Unidos (USA)          | 2:09.55 | Q     |
| 7    | 3    | 5     | Scott Weltz             | Estados Unidos (USA)          | 2:09.67 | Q     |
| 8    | 5    | 2     | Giedrius Titenis        | Lituania (LTU)                | 2:10.36 | Q     |
| 9    | 4    | 7     | Viatcheslav Sinkevich   | Rusia (RUS)                   | 2:10.48 | Q     |
| 10   | 3    | 2     | Glenn Snyders           | Nueva Zelanda (NZL)           | 2:10.55 | Q     |
| 11   | 5    | 5     | Marco Koch              | Alemania (GER)                | 2:10.61 | Q     |
| 12   | 5    | 6     | Laurent Carnol          | Luxemburgo (LUX)              | 2:10.83 | Q     |
| 13   | 2    | 4     | Scott Dickens           | Canadá (CAN)                  | 2:10.95 | Q     |
| 14   | 4    | 2     | Tales Cerdeira          | Brasil (BRA)                  | 2:11.05 | Q     |
| 15   | 5    | 7     | Brenton Rickard         | Australia (AUS)               | 2:11.41 | Q     |
| 16   | 4    | 5     | Christian vom Lehn      | Alemania (GER)                | 2:11.66 | Q     |
| 17   | 3    | 8     | Matti Mattsson          | Finlandia (FIN)               | 2:11.81 |       |
| 18   | 5    | 1     | Lennart Stekelenburg    | Países Bajos (NED)            | 2:12.02 |       |
| 19   | 4    | 6     | Henrique Barbosa        | Brasil (BRA)                  | 2:12.05 |       |
| 20   | 4    | 1     | Ákos Molnár             | Hungría (HUN)                 | 2:12.42 |       |
| 21   | 2    | 5     | Slawomir Kuczko         | Polonia (POL)                 | 2:12.51 |       |
| 22   | 3    | 1     | Igor Borysik            | Ucrania (UKR)                 | 2:12.61 |       |
| 23   | 2    | 2     | Tomas Klobucnik         | Eslovaquia (SVK)              | 2:13.40 |       |
| 24   | 4    | 8     | Yannick Kaeser          | Suiza (SUI)                   | 2:13.49 |       |
| 25   | 3    | 7     | Choi Kyu-Woong          | Corea del Sur (KOR)           | 2:13.57 |       |
| 26   | 2    | 3     | Christian Schurr Voight | México (MEX)                  | 2:14.16 |       |
| 27   | 3    | 3     | Panagiotis Samilidis    | Grecia (GRE)                  | 2:14.82 |       |
| 28   | 1    | 4     | Irakli Bolkvadze        | Georgia (GEO)                 | 2:15.86 |       |
| 29   | 2    | 7     | Hunor Mate              | Austria (AUT)                 | 2:15.98 |       |
| 30   | 2    | 6     | Nuttapong Ketin         | Tailandia (THA)               | 2:16.07 |       |
| 31   | 2    | 1     | Jakob Johann Sveinsson  | Islandia (ISL)                | 2:16.72 |       |
| 32   | 1    | 5     | Dmitrii Aleksandrov     | Kirguistán (KGZ)              | 2:17.92 |       |
| 33   | 5    | 8     | Chen Cheng              | República Popular China (CHN) | 2:19.83 |       |
| —    | 1    | 3     | Tsilavina Ramanantsoa   | Madagascar (MAD)              | —       | DSQ   |

### Semifinales

#### Semifinal 1
| Rank | Línea | Nombre             | Nacionalidad         | Tiempo  | Notas |
| ---- | ----- | ------------------ | -------------------- | ------- | ----- |
| 1    | 4     | Michael Jamieson   | Reino Unido (GBR)    | 2:08.20 | Q, RN |
| 2    | 5     | Ryo Tateishi       | Japón (JPN)          | 2:09.11 | Q     |
| 3    | 3     | Clark Burckle      | Estados Unidos (USA) | 2:09.13 | Q     |
| 4    | 1     | Tales Cerdeira     | Brasil (BRA)         | 2:09.77 |       |
| 5    | 6     | Giedrius Titenis   | Lituania (LTU)       | 2:09.95 |       |
| 6    | 8     | Christian vom Lehn | Alemania (GER)       | 2:10.50 |       |
| 7    | 2     | Glenn Snyders      | Nueva Zelanda (NZL)  | 2:11.14 |       |
| 8    | 7     | Laurent Carnol     | Luxemburgo (LUX)     | 2:11.17 |       |

#### Semifinal 2
| Rank | Línea | Nombre                | Nacionalidad         | Tiempo  | Notas |
| ---- | ----- | --------------------- | -------------------- | ------- | ----- |
| 1    | 4     | Dániel Gyurta         | Hungría (HUN)        | 2:08.32 | Q     |
| 2    | 5     | Andrew Willis         | Reino Unido (GBR)    | 2:08.47 | Q     |
| 3    | 6     | Scott Weltz           | Estados Unidos (USA) | 2:08.99 | Q     |
| 4    | 3     | Kosuke Kitajima       | Japón (JPN)          | 2:09.03 | Q     |
| 5    | 8     | Brenton Rickard       | Australia (AUS)      | 2:09.31 | Q     |
| 6    | 2     | Viatcheslav Sinkevich | Rusia (RUS)          | 2:09.90 |       |
| 7    | 7     | Marco Koch            | Alemania (GER)       | 2:10.73 |       |
| 8    | 1     | Scott Dickens         | Canadá (CAN)         | 2:11.71 |       |

### Final
| Rank              | Línea | Nombre           | Nacionalidad         | Tiempo  | Notas |
| ----------------- | ----- | ---------------- | -------------------- | ------- | ----- |
| Medalla de oro    | 5     | Daniel Gyurta    | Hungría (HUN)        | 2:07.28 | RM*   |
| Medalla de plata  | 4     | Michael Jamieson | Reino Unido (GBR)    | 2:07.43 | RN    |
| Medalla de bronce | 1     | Ryo Tateishi     | Japón (JPN)          | 2:08.29 |       |
| 4                 | 2     | Kosuke Kitajima  | Japón (JPN)          | 2:08.35 |       |
| 5                 | 6     | Scott Weltz      | Estados Unidos (USA) | 2:09.02 |       |
| 6                 | 7     | Clark Burckle    | Estados Unidos (USA) | 2:09.25 |       |
| 7                 | 8     | Brenton Rickard  | Australia (AUS)      | 2:09.28 |       |
| 8                 | 3     | Andrew Willis    | Reino Unido (GBR)    | 2:09.44 |       |

- También un récord olímpico europeo y húngaro.